# Arhiereu
Arhiereu este termenul provenit din greaca veche pentru "mare preot" (ἀρχιερεύς). În Vechiul Testament este folosit pentru marele preot al evreilor, o funcție continuată în Noul Testament de cea de mare preot al sinedriului, iar în creștinătate se folosește ca termen generic pentru gradele superioare ale clerului (episcop, arhiepiscop, mitropolit).
În Biserica Ortodoxă Română, vicarul unei episcopii se numește arhiereu vicar.